# Armistici
L'armistici és un acord entre estats bel·ligerants per al cessament de les hostilitats, sense posar fi a l'estat de guerra. És de caràcter temporal.
Un armistici consisteix en la suspensió de les agressions entre dos grups (països, nacions, faccions) que es troben enfrontats en una lluita armada. No inclou necessàriament la signatura d'un tractat de fraternitat sinó que només cessen les hostilitats.
Al llarg de la història, durant algunes guerres s'han decretat armisticis en períodes especials. Per exemple, els exèrcits cristians no s'agredien durant el Nadal, o les ciutats estat gregues durant els Jocs Olímpics.
Un armistici és una situació de pacte que no equival a un tractat de pau. Per exemple, després de l'armistici de la guerra de Corea de 1953 no hi ha hagut cap tractat de pau que el ratifiqués. Al llarg de la història hi ha hagut intents d'armistici com l'intent de la Segona Guerra Mundial entre França i Alemanya (1940)